# 可可·克里斯普
科韋利·洛伊斯·克里斯普（Covelli Loyce Crisp，1979年10月1日—），通稱「可可」（Coco），出生于加利福尼亞州洛杉磯；是前美國職棒大聯盟的中外野手。他除了是一位左右开弓的打者之外，也具备良好的防守技巧。他的速度也是他的特点之一。

## 大联盟生涯

### 克里夫兰印地安人队
- 最初时克里斯普是被圣路易红雀在1999年选秀大会上签下的。在2002年8月7日，克里斯普才从圣路易红雀的2A和克里夫兰印地安人交换。
- 克里斯普一直都在印地安人守中外野手，并在接下来的赛季中成为一位优秀的防守球员和极具速度的跑者。2005年时，他的防守位置被换到了左外野手。
- 在他留在印地安人队的最后两个赛季，他平均在一个赛季中打下.297的打击率，31全垒打和35次盗垒。

### 波士顿红袜

#### 2006-2007年
- 當强尼戴蒙出走到了纽约洋基后，红袜希望能拉拢可可·克里斯普替换到了他中外野留下的空缺。
- 在和印地安人对涉及6人的交易中，克里斯普顺利地加入红袜。
- 克里斯普和红袜签下3年的合约后，就一直担任球队的7，8棒次。

#### 2008年
- 08年的红袜和坦帕湾光芒争抢美联东区首位得很紧，在6月4日的比赛中，克里斯普对一个双杀的判决不满，和光芒队主教练争执后仍没有共识。随后的第8局，光芒队投手故意的投出打倒大腿的触身球，并激怒了克里斯普上前打群架。事后，克里斯普被总会指示7场比赛不能上场。克里斯普的失控事件

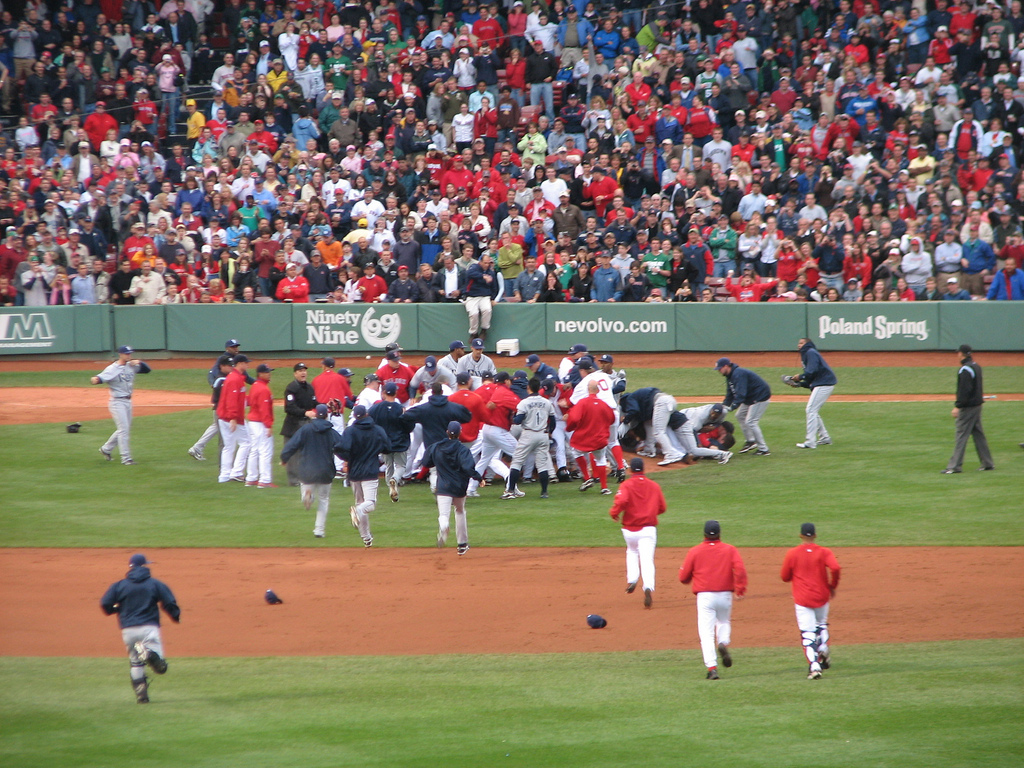
克里斯普的失控事件

### 堪萨斯市皇家
2008年11月19日，红袜队和皇家队进行一笔交易，皇家队用中继投手雷蒙·拉米雷斯（Ramon Ramirez）换来了克里斯普。2009年12月20日，克里斯普和奧克蘭運動家簽下1年500萬美金加上2011年球隊選擇權的合約。

### 再次回到克里夫兰印地安人队
2016年8月31日，克里夫兰印地安人队和奧克蘭運動家队进行一笔交易，克里斯普時隔14年回到老東家，和球隊總教練特里·弗蘭克納再次合作。